# Spörer (Mondkrater)
Spörer ist ein Einschlagkrater auf der Mondvorderseite südöstlich des Sinus Medii, südöstlich des Kraters Flammarion und nördlich von Herschel.
Der Krater ist stark erodiert, der Kraterrand im Süden nahezu abgetragen.
| Buchstabe | Position         | Durchmesser | Link |
| --------- | ---------------- | ----------- | ---- |
| A         | 3,46° S, 2,12° W | 5 km        |      |

Der Krater wurde 1935 von der IAU nach dem deutschen Astronomen Gustav Spörer offiziell benannt.